# Најдхартсхаузен
Најдхартсхаузен (њем. Neidhartshausen) општина је у њемачкој савезној држави Тирингија. Једно је од 61 општинског средишта округа Вартбург. Према процјени из 2010. у општини је живјело 322 становника. Посједује регионалну шифру (AGS) 16063059.

## Географски и демографски подаци
Најдхартсхаузен се налази у савезној држави Тирингија у округу Вартбург. Општина се налази на надморској висини од 375 метара. Површина општине износи 7,6 km². У самом мјесту је, према процјени из 2010. године, живјело 322 становника. Просјечна густина становништва износи 42 становника/km².